# Аз искам да те помня все така...
Аз искам да те помня все така... е меланхолична елегия, произведение на поета Димчо Дебелянов.
Стиховете на произведението са посветени на една трагична любов на поета – красивата Мария (Мара) Василева, наричана от Димчо и приятелите и „Звънчето“, заради звънливите нотки в гласа и. Любовта на поета започнала още на първата им среща по време, когато тя е още ученичка, е считана за негова първа и най-голяма любов. Когато Мария завършва училище е изпратена да учителства в Козлодуй.
Двамата с Димчо започват тригодишна кореспонденция чрез писма. Девойката била популярна и често ухажвана и от други, с които също имала преписка. За зла участ неволно разменя писмо до Димчо с друго, до друг ухажор, придружено със снимка. Чувствителният поет дълго време страда по момичето и напразните чувства.
Когато Мария Василева се разболява от туберкулоза, Дебелянов забравя тъгата и наранените си чувства и се озовава до нейното болнично легло. Стои там почти до смъртта и. Стихотворението „Аз искам да те помня все така...“ има първоначално заглавие „На раздяла“, заменено от автора с „На Звънчето“. Макар и първоначално не приеман като поет, това стихотворение на Димчо Дебелянов е предавано от ръка на ръка, докато един ден стигне до учебниците по литература.
За пръв път елегията е издадена през 1913 г. във вестник „Смях“ с посвещение „На Зв.“
Аз искам да те помня все така...

Аз искам да те помня все така:

бездомна, безнадеждна и унила,

в ръка ми вплела пламнала ръка

и до сърце ми скръбен лик склонила.

Градът далече тръпне в мътен дим,

край нас, на хълма, тръпнат дървесата

и любовта ни сякаш по е свята,

защото трябва да се разделим.

„В зори ще тръгна, ти в зори дойди

и донеси ми своя взор прощален -

да го припомня верен и печален

в часа, когато Тя ще победи!“

- О, Морна, Морна, в буря скършен злак,

укрий молбите, вярвай – пролетта ни

недосънуван сън не ще остане

и ти при мене ще се върнеш пак!

А все по-страшно пада нощ над нас,

чертаят мрежа прилепите в мрака,

утеха сетна твойта немощ чака,

а в свойта вяра сам не вярвам аз.

И ти отпущаш пламнала ръка

и тръгваш, поглед в тъмнината впила,

изгубила дори за сълзи сила.

Аз искам да те помня все така...